# Brasiliorchis phoenicanthera
Brasiliorchis phoenicanthera là một loài thực vật có hoa trong họ Lan. Loài này được (Barb.Rodr.) R.B.Singer, S.Koehler & Carnevali mô tả khoa học đầu tiên năm 2007.